# Corrida de Lidingö
A Corrida de Lidingö (em sueco: Lidingöloppet) é uma corrida de corta-mato (cross country) realizada anualmente em Lidingö na Suécia.

Numa extensão de 30 km, a competição tem lugar no fim de setembro ou princípio de outubro, e abarca um torneio de elite e um torneio de amadores.

O terreno é acidentado, sendo considerado difícil.

O torneio inclui variantes para crianças (Lilla Lidingöloppet) e deficientes mentais (Lidingöruset), estafetas (Lidingöstafetten), corrida de mulheres (Lidingö Tjejlopp) e caminhada com bastões (Lidingö På Gång).
Uma versão chinesa de Lidingöloppet tem o nome de Lidingoloppet China, e é realizada no Jingyuetan park em Changchun.

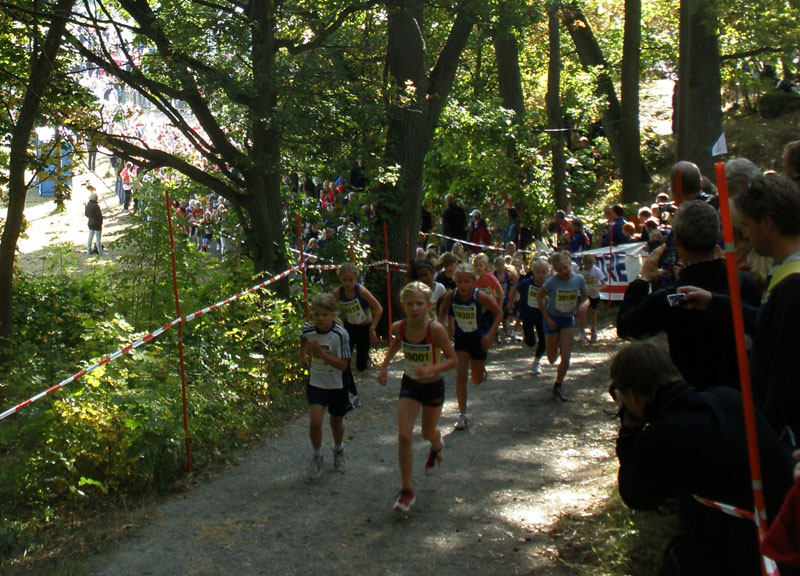
Meninas de 9 anos subindo a ladeira de Grönstabacken